# Soufre (couleur)
Pour les articles homonymes, voir Soufre (homonymie).

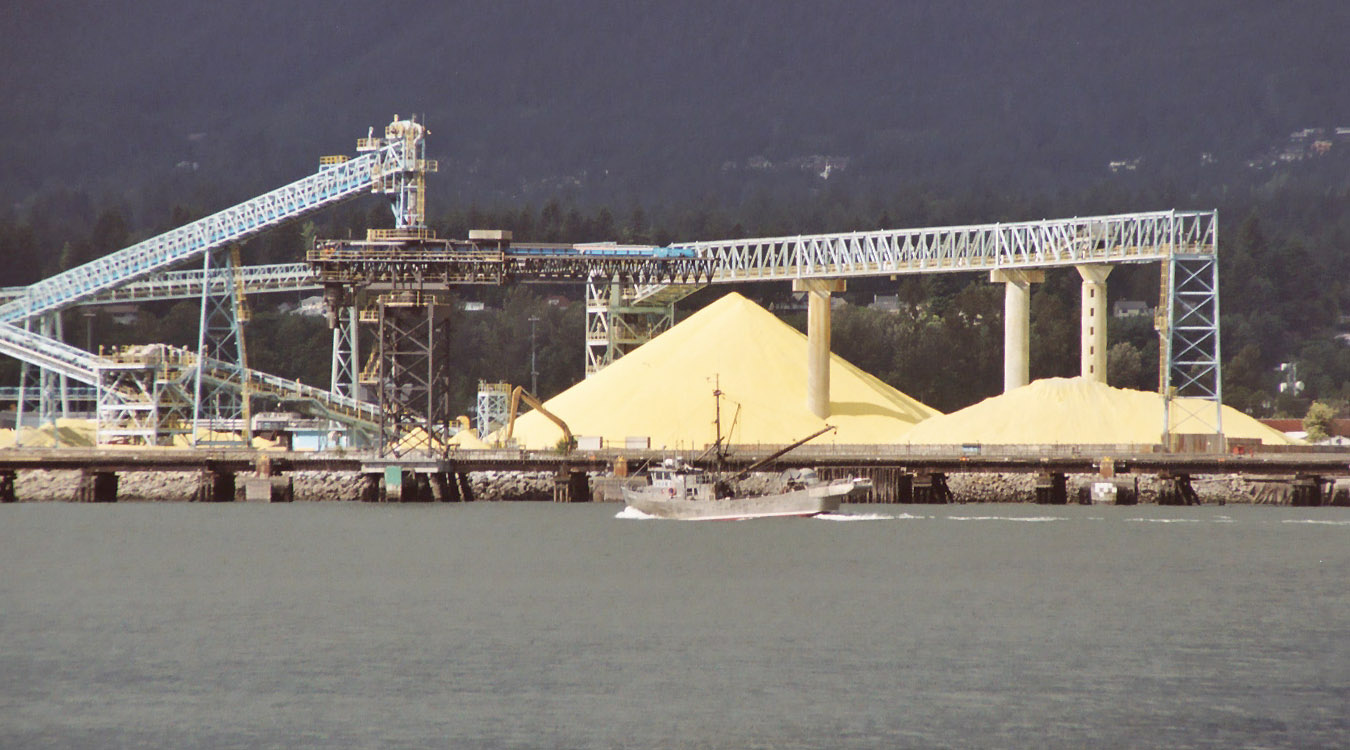
Stockage en tas à ciel ouvert de soufre dans le port de Vancouver.

Soufre est un nom de couleur inspiré par celle de l'élément chimique soufre. La couleur soufre fait partie du champ chromatique des jaunes.
Plus rarement, on parle de vert soufre.
Le nuancier RAL présente un RAL 1016 Jaune soufre. Le nuancier américain ISCC-NBS fait correspondre « sulphur » (soufre) à la nuance 101 ; « sulphureus, sulphur yellow » (sulfureux, jaune soufre) lui ajoutent les numéros 102, 104, 97, 98 et 82.
Chez les marchands de couleur, on trouve jaune soufre. En soie, même interprétation : vert jaune soufre.

## Histoire
Au XIXe siècle, Michel-Eugène Chevreul a entrepris de repérer les couleurs les unes par rapport aux autres et par rapport aux raies de Fraunhofer.  Parmi les « noms de couleur le plus fréquemment usités dans la conversation et dans les livres », Soufre se cote de « 2 à 3 jaune, 4 et 5 ton ».
|         | 2 ton | 3 ton | 4 ton | 5 ton | 6 ton |
| 2 jaune |       |       |       |       |       |
| 3 jaune |       |       |       |       |       |

Chevreul cote les différentes sortes de soufre à « 2 à 3 jaune, 2 à 6 ton », selon qu'il s'agit de fleur de soufre ou de bâtons. La fleur de soufre lavée est « 3 jaune 4 ton », comme le jaune citron à base de zinc du marchand de couleurs Leclerc.
Chevreul montre incidemment que le soufre est une assez mauvaise référence pour une couleur. Non seulement le soufre minéral n'a pas les mêmes couleurs que la poudre de soufre, que le soufre en canon, que le soufre liquéfié, que le soufre fondu à température d'ébulition, que le même une fois refroidi. Il n'a pas la même couleur quand il se cristallise dans le sulfure de carbone, et sa couleur varie selon le procédé utilisé pour l'obtenir. La couleur jaune soufre est donc quelque peu conventionnelle.
Le Répertoire de couleurs de la Société des chrysanthémistes, de 1905, trouve utile de donner quatre tons d'échantillons de Jaune soufre (n° 18), mais aussi de Blanc soufré, ses dégradations vers le blanc (n° 14). Ces nuances se retrouvent en effet dans plusieurs fleurs, que le Répertoire cite. Il donne le Jaune de zinc et jaune Strontiane comme un équivalents du Jaune soufre (RC1).

## Symbolique
Le jaune soufre est la nuance la plus évidemment liée aux associations néfastes du jaune en Occident. Le diable « sent le soufre » et le jaune soufre, plus terne et froid que le jaune d'or, s'associe à la trahison, conjugale ou civique.
C'est ainsi que l’Épitre du diable à Monsieur de Voltaire est écrite « en très petits caractères d'un jaune soufré, sur une feuille de parchemin noir ».

## Vert soufre
L'expression vert soufre se trouve dans le domaine des sciences naturelles (1860) et de la mode (1926). Il dérive peut-être d'une formule qui se trouve à des dates un peu plus reculées, un vert soufré, pour dire, tirant sur le jaune ; il pourrait aussi se référer au sulfate ferreux ou au thiosulfate qui forment des cristaux verts.